# Marmornectes
Marmornectes es un género extinto de pliosáurido que vivió durante el Jurásico Medio en lo que ahora es Gran Bretaña.

## Descripción
Marmornectes es conocido del holotipo BEDFM 1999.201, un esqueleto parcial articulado que preserva el cráneo. Fue recolectado en 1999 en la zona del ammonite Sigaloceras enodatum, en el Miembro Peterborough de la formación Oxford Clay, que data de principios del Calloviense a finales del Jurásico Medio, hace cerca de 164.7 a 163.5 millones de años. Fue hallado en la localidad monotípica de Quest Pit, al este de Stewartby, Bedfordshire, Reino Unido.
Era un pliosáurido longirostro con siete autapomorfias las cuales son similares a las de Peloneustes philarchus. Aun así, un análisis cladístico encontró que era basal con respecto a Peloneustes y a otros pliosáuridos. Un pliosáurido sin describir, el ejemplar NHMUK R2439, fue recuperado como el taxón hermano de este género.

## Etimología
Marmornectes fue nombrado originalmente por Hilary F. Ketchum y Roger B. J. Benson en 2011 y la especie tipo es Marmornectes candrewi. El nombre del género se deriva del latín marmor, que significa "mármol", y nectes que en griego significa "nadador", por lo que significa "nadador de mármol". El nombre de la especie honra a Chris Andrew por hallar el único espécimen conocido y donarlo al Museo de Bedford en 1998.